# Leding
Leding (latin: expeditio) var den ældste militære organisationsform i Skandinavien. I Danmark kunne den danske konge på basis af en inddeling af den danske befolkning i "skiben" (skipæn) og "havner" (hafnæ) oprindeligt udbyde en flåde på formentlig 600-800 skibe med hver 40 eller 42 roere og en styresmand.
Ledingens oprindelse i Danmark fortaber sig i vikingetiden, mens den mistede sin militære betydning i 1200-tallet eller 1300-tallet. Organiseringen af den er først beskrevet i Skånske Ledingsret og Jyske Lov fra første halvdel af 1200-tallet. I 1169, efter Rügens erobring, blev der imidlertid ifølge Saxo gennemført en ledingsreform, hvor en "bondeleding" blev afløst af en "herremandsleding", der kun bestod af hvert fjerde skib i den hidtidige leding (dvs. 150-200 skibe). Det er denne reformerede leding, der beskrives i dokumenterne fra 1200-tallet.
En havne skulle stille én mand, mens et skiben skulle stille et skib. Efter Jyske Lov gik ledingen på tur, så der kun skulle stilles et skib fra det enkelte skiben hvert fjerde år (udgærdsleding). De år, der ikke skulle stilles et skib, betalte man i stedet en pengeydelse, "ret leding", på en mark sølv per havne.
Begrebet kværsæde  nævnes også i forbindelse med leding. Siden Johannes Steenstrups studier over Kong Valdemars Jordebog har man ment, at dele af landets jord permanent var fritaget for ledingsforpligtelsen og i stedet betalte kværsæde. Niels Lund har i Historisk Tidsskrift i 1999 imidlertid peget på, at det formodentlig er forkert, og at kværsæde simpelthen dækkede over den pengeydelse, man betalte tre ud af fire år.

## Danmark
Den det danske folk i middelalderen påhvilende værnepligt kaldtes leding og landeværn. Efter en ældre opfattelse betegnede landeværn pligten til at forsvare landet mod fjendtlige indfald, hvilken pligt påhvilede alle våbenføre mænd, fri og trælle, uden nogen undtagelse. De skulle møde "mand af huse", og den, der ikke mødte, skulle hænges ved sin egen hanebjælke; men pligten var, i alt fald oprindeligt, indskrænket til at værge det "land" (provins), hvori man boede. Leding var derimod deltagelse i angrebskrige udenfor riget. Denne opfattelse er senere blevet bestridt, idet det hævdes, at man ikke har haft uens ordninger for værnepligten under forsvarskrig og angrebskrig. Landeværn skal være den ældre betegnelse for pligten i almindelighed, mens leding fra først af alene har været anvendt om ledingstoget og først senere til en vis grad også er blevet brugt om værnepligten, nemlig for så vidt denne ytrede sig som en pligt til at udrede ydelser af formueværdi, eller, om man vil, som en skat. Landeværn skal da i modsætning hertil være kommet til alene at betegne den personlige tjenestepligt. Denne opfattelse indeholder sikkert noget rigtigt, men kan dog, hvad forklaringen af ordet landeværn angår, ikke anses for utvivlsom, og den ældre teori har i hvert fald ret i, at der ganske bortset fra ledingsvæsenet bestod en almindelig pligt for alle til, når det i nødsfald forlangtes, at deltage i landets forsvar.
Lovene omtaler kun skibsleding, aldrig leding til lands. Ledingspligtige var ikke alle beboere af riget, men kun de, der boede på rebdragen (det vil sige opmålt) jord, altså sådan jord, som blev dyrket i de i jordfællesskab liggende landsbyer. Oprindeligt påhvilede leding alle fri beboere her, men efterhånden som der opstod en stand af privilegerede krigere, herremændene, kom det til, at deres gods, selv om det bestod af rebdragen jord, blev fritaget for deltagelse i leding. Den rebdragne jord var i øvrigt over hele riget inddelt i skipæn, så store distrikter, at de kunne bygge og udruste et krigsskib efter datidens brug, fartøjer, bestemte til at drives frem ved sejl eller årer (efter størrelsen omtrent 20 til 40 årer). I spidsen for hvert skipæn stod en styrismand, hvem det påhvilede at bygge skibet for de af bønderne gjorte tilskud, at kommandere skibet under leding og at møde med hest og fuldt rustet, hvorfor han lønnedes af bønderne.
Skippinge Herred med oprindeligt 4 sogne skyldte at stille med et enkelt skib, når leding var udbudt. Ars Herreds oprindelige sognetal på 16 må være afkrævet 4 skibe (det maksimale); og Saxo beretter da også, hvordan Esbern Snare jagtede vendere med netop 4 skibe. 
I Halland, den eneste landsdel, hvor forholdene er nøjere kendt, var der fra 1—4 (som oftest 2) skipæn i hvert herred. Hvert skipæn var atter delt i et antal havne, og fra hver havne skulle, hvert år leding udgik, sendes en mand med behørige våben og proviant om bord på ledingsskibet. Forpligtelsen til personlig at "fare i leding" gik på omgang mellem bønder og landboer i havnen, hvor imod trælle var helt udelukkede. Den økonomiske byrde, som pligten til at "rede leding" udgjorde, fordeltes mellem beboerne i havnen efter visse regler, hvis oprindelige indhold ikke kendes, hvorimod der fra valdemarstiden i Jyske Lov haves udførlig oplysning om dem for Jyllands vedkommende. Den der gældende ordning, med hvilken i hvert fald den sjællandske i princippet har modsvaret, var karakteriseret ved, at byrden fordeltes i forhold til jordbrugenes størrelse, der i Jylland bestemtes efter den såkaldte guldvurdering, i Sjælland efter en beslægtet norm, som man plejer at benævne skyldtaksationen.  Hele denne ordning stammer rimeligvis først fra Valdemar Sejrs tid, og man har antaget, at dens indførelse ikke blot har betydet en ligeligere fordeling af ledingsbyrden på befolkningen, men også en meget stor forøgelse af den, men om det sidste er rigtigt, er tvivlsomt. Ledingssystemet, der vistnok havde en høj alder, vedblev at være i fuld kraft indtil omkring år 1200. På denne tid begyndte den forandrede taktik, der krævede hære af fuldt rustede ryttere, som kæmpede fra hesteryggen, at indvirke på forholdene. Det blev nødvendigt at tage bønder ud af skipæn for at forvandle dem til ryttere, og fra nu af, især fra Valdemar 2.s tid, gik det bestandig tilbage med ledingshæren og fremad med rytterhæren. Det blev nu også skik at forvandle ledingsbyrden til en pengeydelse. Man gav kongerne valg imellem at forlange udredelse af leding efter gammel skik (udgerdsleding) eller erlæggelse af en vis sum (i reglen 3 mark penge) af hver havne (ledingspenge). Udgerdsleding er måske endnu blevet udbudt i begyndelsen af det 14. århundrede, hvor Erik Menved i 1304 gjorde forsøg på at reorganisere ledingsvæsenet på en væsentlig ny måde, men snart efter blev leding udelukkende en skat, som hvilede på bondebefolkningen, efterhånden dog kun på selvejerbønderne, mens hær og flåde nu tilvejebragtes på helt andre måder.

## Norge
Ordningen havde sit forbillede i angelsaksernes fyrd i England. I Norge blev ledingen etableret af Håkon den Gode, hvor kystlandet, så langt som laksen går op i elvene, blev delt i skibsreder, og hvert skibrede skulle udrede (stille) et langskib med folk og proviant. Kun kongen måtte byde til leding, og han havde kommando over flåden.
Selv om det i middelalderens norske love foreskrives, at ved fjendtligt anfald skal enhver våbenfør mand ("thegn [fribåren mand] og træl") møde frem til krigstjeneste, skelnes der ikke skarpt mellem landeværn og leding, idet den sidste var den regelmæssige form for forsvaret. Lige som den danske var leding i Norge udelukkende skibstjeneste (oldnordisk leiðangr af leið, "det følge i krigstog, som undersåtterne skylder fyrsten" og angr = vig (som i stednavnene Hardanger og Geiranger), hvor flåden samlede sig).
Skibsredernes og dermed skibenes antal opgives noget uens, men synes at have været noget over eller under 300, eftersom et par skibsreder undertiden slog sig sammen om bestridelsen af et større fartøj end sædvanligt. Skibsredet var igen delt i lider, også kaldet manngerder, der udrustede hver sin mand. Skibenes størrelse angives efter antallet af rorbænke (sess), i reglen 20 eller 25, sjældnere 30. Årernes antal var følgelig fra 40 op til 60. Besætningen på en tyvesesse var mindst 80 mand eller to mand til hver åre (halvrum). Ifølge dette skulle den norske ledingsflåde under fuld leding eller, som det hed, almenning, det vil sige alment udbud af det ledingspligtige mandskab, have udgjort mellem 30 og 40.000 mand. Fuld almenning kunne kongen imidlertid blot opbyde til landets eget forsvar, og den var ikke forpligtet til at følge ham længere end til rigsgrænsen. Det endnu meget videre gående opbud af enhver våbenfør person forbeholdtes derimod øjensynlig de rene nødsfald. Ville omvendt kongen selv gå angrebsvis frem, havde kun han ret til at forlange sig ledsaget af halv almenning og dette kun i 2, fra sidste halvdel af det 13. århundrede i 3 måneder. Fri for disse restriktioner var han kun på sine egne hirdskibe, og fartøjer stillet af lendmænd og sysselmænd. Men antallet og størrelsen af disse vekslede stærkt efter tid og omstændigheder, og de tilhørte ikke leding i egentlig forstand.